# 二宮ゆき子
二宮 ゆき子（にのみや ゆきこ、1945年2月7日 - ）は日本の歌手。本名：小宮山幸子。

## 経歴
東京都中野区出身。少女時代から本名で童謡歌手として活躍し、同じく童謡歌手の羽崎共子と同じかなりや子供会に所属した。
1964年、キングレコードから『私は泣かない』で歌謡曲歌手として再デビュー。同年発売の『まつのき小唄』が150万枚の大ヒットとなる。『三味でダンスを』、『温泉小唄』などをヒットさせるが、1972年引退。
1996年からは四谷・荒木町でスナックを経営している。
2013年12月31日、「第46回年忘れにっぽんの歌」（テレビ東京）に出演。

## 主な映画出演
- 任侠男一匹（1965年、東映）
- 関東やくざ者（1965年、東映）
- 兄弟仁義（1966年、東映） - DVD発売
- 任侠柔一代（1966年、東映）
- 男の勝負（1966年、東映）
- われらの友情（1966年、松竹）
- 兄弟仁義 関東命知らず（1967年、東映） - DVD発売

## 主なテレビ出演
- 「特別機動捜査隊」第333話（1968年、NET） - 由起子 役
- 「見知らぬ橋」（1973年、NET） - 倉石麗子 役
- 「第44回思い出のメロディー」（2012年8月18日、NHK総合）
- 「第46回思い出のメロディー」（2014年8月9日、NHK総合）
- 「第48回思い出のメロディー」（2016年8月27日、NHK総合）